# منتخب آيسلندا تحت 19 سنة لكرة القدم
منتخب آيسلندا تحت 19 سنة لكرة القدم هو ممثل آيسلندا الرسمي في المنافسات الدولية في كرة القدم في فئة كرة قدم للرجال تحت 19 سنة
، يديريه اتحاد آيسلندا لكرة القدم.